# إدي غلادن
إدي غلادن (بالإنجليزية: Eddie Gladden) هو عازف جاز أمريكي، ولد في 6 ديسمبر 1937 في نيوآرك في الولايات المتحدة، وتوفي في 30 سبتمبر 2003 في نيوجيرسي في الولايات المتحدة.

## وصلات خارجية
- إدي غلادن على موقع ميوزك برينز (الإنجليزية)
- إدي غلادن على موقع أول ميوزيك (الإنجليزية)
- إدي غلادن على موقع ديسكوغز (الإنجليزية)